# Kanada na Letnich Igrzyskach Olimpijskich 1992
Kanadę na Letnich Igrzyskach Olimpijskich1992 reprezentowało 295 sportowców:179 mężczyzn i 116 kobiet. Był to 20 start reprezentacji Kanady na letnich igrzyskach olimpijskich.

## Zdobyte medale
| Medal  | Zawodnik | Dyscyplina             | Konkurencja                                 | Rezultat                                                |
| ------ | --- | ---------------------- | ------------------------------------------- | ------------------------------------------------------- |
| Złoto  | Mark McKoy | Lekkoatletyka          | bieg na 110 m przez płotki mężczyzn         | 13,12 s                                                 |
| Złoto  | Mark Tewksbury | Pływanie               | 100 m stylem grzbietowym mężczyzn           | 53,98 s                                                 |
| Złoto  | Marnie McBean, Kathleen Heddle | Wioślarstwo            | dwójka bez sternika kobiet                  | 7:06,22 min                                             |
| Złoto  | Kirsten Barnes, Brenda Taylor, Jessica Monroe, Kay Worthington                                                                                     | Wioślarstwo            | czwórka bez sternika kobiet                 | 6:30,85 min                                             |
| Złoto  | Kirsten Barnes, Brenda Taylor, Megan Delehanty, Shannon Crawford, Marnie McBean, Kay Worthington, Jessica Monroe, Kathleen Heddle, Lesley Thompson | Wioślarstwo            | ósemka kobiet                               | 6:02,62 min                                             |
| Złoto  | John Wallace, Bruce Robertson, Michael Forgeron, Darren Barber, Robert Marland, Michael Rascher, Andy Crosby, Derek Porter-Nesbitt, Terry Paul     | Wioślarstwo            | ósemka mężczyzn                             | 5:29,53 min                                             |
| Srebro | Mark Leduc | Boks                   | waga lekkopółśrednia (do 63,5 kg)           | w finale przegrał z Kubańczykiem Héctorem Vinentem      |
| Srebro | Guillaume Leblanc | Lekkoatletyka          | chód na 20 km mężczyzn                      | 1:22,25 h                                               |
| Srebro | Sylvie Fréchette | Pływanie synchroniczne | solistki                                    | 191,717 pkt                                             |
| Srebro | Penny Vilagos, Vicky Vilagos | Pływanie synchroniczne | duety kobiety                               | 189,394 pkt                                             |
| Srebro | Jeff Thue | Zapasy                 | styl wolny waga do 130 kg                   | w finale przegrał z Amerykaninem Bruce’em Baumgartnerem |
| Brąz   | Chris Johnson | Boks                   | waga średnia do 75 kg mężczyźni             | w półfinale przegrał z Amerykaninem Chrisem Byrdem      |
| Brąz   | Nicolas Gill | Judo                   | waga do 86 kg mężczyzn                      |                                                         |
| Brąz   | Curt Harnett | Kolarstwo torowe       | sprint mężczyzn                             |                                                         |
| Brąz   | Angela Chalmers | Lekkoatletyka          | bieg na 3000 m kobiet                       | 8:47,22 min                                             |
| Brąz   | Mark Tewksbury, Jon Cleveland, Marcel Gery, Stephen Clarke, Tom Ponting                                                                            | Pływanie               | sztafeta 4 × 100 m stylem zmiennym mężczyzn | 3:39,66 min                                             |
| Brąz   | Silken Laumann | Wioślarstwo            | jedynki kobiet                              | 7:28,85 min                                             |
| Brąz   | Eric Jespersen, Ross MacDonald | Żeglarstwo             | klasa Star                                  | 62,7 pkt                                                |

## Skład kadry

### Badminton
Kobiety
- Doris Piché – gra pojedyncza – 9. miejsce,
- Denyse Julien – gra pojedyncza – 9. miejsce,
- Doris Piché, Denyse Julien – gra podwójna – 17. miejsce,

Mężczyźni
- Anil Kaul – gra pojedyncza – 17. miejsce,
- Bryan Blanshard – gra pojedyncza – 17. miejsce,
- David Humble – gra pojedyncza – 33. miejsce,
- Anil Kaul, David Humble – gra podwójna – 9. miejsce,
- Bryan Blanshard, Mike Bitten – gra podwójna 17. miejsce,

### Boks
Mężczyźni
- Domenic Figliomeni waga papierowa do 48 kg – 17. miejsce,
- Marty O’Donnell waga musza do 52 kg – 17. miejsce,
- Mike Strange waga piórkowa do 57 kg – 17. miejsce,
- Billy Irwin waga lekka do 60 kg – 9. miejsce,
- Mark Leduc waga lekkopółśrednia do 63,5 kg – 2. miejsce,
- Ray Downey waga lekkośrednia do 71 kg – 17. miejsce,
- Chris Johnson waga średnia do 75 kg – 3. miejsce,
- Dale Brown waga półciężka do 81 kg – 9. miejsce,
- Kirk Johnson waga ciężka do 91 kg – 5. miejsce,
- Thomas Glesby waga superciężka powyżej 91 kg – 9. miejsce,

### Gimnastyka
Kobiety
- Stella Umeh

wielobój indywidualnie – 16. miejsce,
ćwiczenia wolne – 24. miejsce,
skok przez konia – 19. miejsce,
ćwiczenia na poręczach – 32. miejsce,
ćwiczenia na równoważni – 27. miejsce,
- Lori Strong

wielobój indywidualnie – 53. miejsce,
ćwiczenia wolne – 56. miejsce,
skok przez konia – 63. miejsce,
ćwiczenia na poręczach – 70. miejsce,
ćwiczenia na równoważni – 39. miejsce,
- Janine Rankin

wielobój indywidualnie – 70. miejsce,
ćwiczenia wolne – 60. miejsce,
skok przez konia – 37. miejsce,
ćwiczenia na poręczach – 82. miejsce,
ćwiczenia na równoważni – 70. miejsce,
- Mylène Fleury

wielobój indywidualnie – 77. miejsce,
ćwiczenia wolne – 61. miejsce,
skok przez konia – 86. miejsce,
ćwiczenia na poręczach – 63. miejsce,
ćwiczenia na równoważni – 82. miejsce,
- Jennifer Wood

wielobój indywidualnie – 78. miejsce,
ćwiczenia wolne – 59. miejsce,
skok przez konia – 74. miejsce,
ćwiczenia na poręczach – 58. miejsce,
ćwiczenia na równoważni – 89. miejsce,
- Janet Morin

wielobój indywidualnie – 92. miejsce,
ćwiczenia wolne – 91. miejsce,
skok przez konia – 91. miejsce,
ćwiczenia na poręczach – 92. miejsce,
ćwiczenia na równoważni – 91. miejsce,
- Stella Umeh, Lori Strong, Janine Rankin, Mylène Fleury, Jennifer Wood, Janet Morin – wielobój drużynowo – 10. miejsce,
- Madonna Gimotea – gimnastyka artystyczna – indywidualnie – 20. miejsce,
- Susan Cushman – gimnastyka artystyczna – indywidualnie – 29. miejsce,

Mężczyźni
- Curtis Hibbert

wielobój indywidualnie – 36. miejsce,
ćwiczenia wolne – 70. miejsce,
skok przez konia – 19. miejsce,
ćwiczenia na poręczach – 36. miejsce,
ćwiczenia na drążku – 23. miejsce,
ćwiczenia na kółkach – 72. miejsce,
ćwiczenia na koniu z łękami – 57. miejsce,
- Alan Nolet

wielobój indywidualnie – 78. miejsce,
ćwiczenia wolne – 67. miejsce,
skok przez konia – 74. miejsce,
ćwiczenia na poręczach – 87. miejsce,
ćwiczenia na drążku – 67. miejsce,
ćwiczenia na kółkach – 75. miejsce,
ćwiczenia na koniu z łękami – 72. miejsce,
- Mike Inglis

wielobój indywidualnie – 86. miejsce,
ćwiczenia wolne – 87. miejsce,
skok przez konia – 78. miejsce,
ćwiczenia na poręczach – 86. miejsce,
ćwiczenia na drążku – 85. miejsce,
ćwiczenia na kółkach – 89. miejsce,
ćwiczenia na koniu z łękami – 88. miejsce,

### Hokej na trawie
Kobiety
- Deborah Whitten, Debra Lee Covey, Rochelle Low, Tara Croxford, Sandra Levy, Sue Reid, Heather Jones, Candy Thomson, Bernadette Bowyer, Mary Conn, Laurelee Kopeck, Joel Brough, Milena Gaiga, Sherri Field, Sharon Creelman – 7. miejsce,

### Judo
Kobiety
- Brigitte Lastrade waga do 48 kg – 9. miejsce,
- Lyne Poirier waga do 52 kg – 16. miejsce,
- Pascale Mainville waga do 56 kg – 18. miejsce,
- Michelle Buckingham waga do 61 kg – 20. miejsce,
- Sandra Greaves waga do 66 kg – 9. miejsce,
- Alison Webb waga do 72 kg – 9. miejsce,
- Jane Patterson waga powyżej 72 kg – 13. miejsce,

Mężczyźni
- Ewan Beaton waga do 60 kg – 9. miejsce,
- Jean Pierre Cantin waga do 65 kg – 9. miejsce,
- Roman Hatashita waga do 71 kg – 13. miejsce,
- Nicolas Gill waga do 86 kg – 3. miejsce,
- Patrick Roberge waga do 95 kg – 32. miejsce,

### Jeździectwo
- Christilot Hanson-Boylen – ujeżdżenie indywidualnie – 12. miejsce,
- Cindy Neale-Ishoy – ujeżdżenie indywidualnie – 34. miejsce,
- Martina Pracht – ujeżdżenie indywidualnie – 48. miejsce,
- Christilot Hanson-Boylen, Cindy Neale-Ishoy, Martina Pracht – ujeżdżenie drużynowo – 10. miejsce,
- Jay Hayes – skoki przez przeszkody indywidualnie – nie ukończył rundy finałowej
- Jennifer Foster – skoki przez przeszkody indywidualnie – nie ukończyła rundy finałowej
- Ian Millar – skoki przez przeszkody indywidualnie – 54. miejsce,
- Beth Underhill – skoki przez przeszkody indywidualnie – 81. miejsce,
- Jay Hayes, Jennifer Foster, Ian Millar, Beth Underhill – skoki przez przeszkody drużynowo – 9. miejsce,
- Robert Stevenson – WKKW indywidualnie – 22. miejsce,
- Rachel Hunter – WKKW indywidualnie – 49. miejsce,
- Nicholas Holmes-Smith – WKKW indywidualnie – 53. miejsce,
- Stuart Young-Black – WKKW indywidualnie – nie ukończył konkurencji,
- Robert Stevenson, Rachel Hunter, Nicholas Holmes-Smith, Stuart Young-Black – WKKW drużynowo – 12. miejsce,

### Kajakarstwo
Kobiety
- Caroline Brunet – K-1 500 m – 7. miejsce,
- Alison Herst, Klara MacAskill – K-2 500 m – 5. miejsce,
- Caroline Brunet, Alison Herst, Klara MacAskill, Kevyn Stafford – K-4 500 m – 6. miejsce,
- Joanne Woods – kajakarstwo górskie – K-1 – 8. miejsce,
- Margaret Langford – kajakarstwo górskie – K-1 – 15. miejsce,
- Sheryl Boyle – kajakarstwo górskie – K-1 – 22. miejsce,

Mężczyźni
- Renn Crichlow

K-1 500 m – odpadł w półfinale,
K-1 1000 m – 8. miejsce,
- Kenneth Padvaiskas, Jason Rusu

K-2 500 m – odpadli w półfinale,
K-2 1000 m – odpadli w półfinale,
- Steve Giles

C-1 500 m – 6. miejsce,
C-1 1000 m – 9. miejsce,
- Larry Cain, David Frost

C-2 500 m – 9. miejsce,
C-2 1000 m – 7. miejsce,
- David Ford – kajakarstwo górskie – K-1 – 15. miejsce,
- Patrice Gagnon – kajakarstwo górskie – K-1 – 21. miejsce,
- Larry Norman – kajakarstwo górskie – C-1 – 19. miejsce,
- Roy Sharplin – kajakarstwo górskie – C-1 – 22. miejsce,
- Dan Norman – kajakarstwo górskie – C-1 – 30. miejsce,

### Kolarstwo
Kobiety
- Alison Sydor – kolarstwo szosowe – wyścig ze startu wspólnego – 12. miejsce,
- Kelly-Ann Way

kolarstwo szosowe – wyścig ze startu wspólnego – 31. miejsce,
kolarstwo torowe – wyścig na 3000 m na dochodzenie – 14. miejsce,
- Maria Hawkins – kolarstwo szosowe – wyścig ze startu wspólnego – 36. miejsce,
- Tanya Dubnicoff – kolarstwo torowe – sprint – 6. miejsce,

Mężczyźni
- Gianni Vignaduzzi – kolarstwo szosowe – wyścig ze startu wspólnego – 26. miejsce,
- Nathael Sagard – kolarstwo szosowe – wyścig ze startu wspólnego – 41. miejsce,
- Jacques Landry – kolarstwo szosowe – wyścig ze startu wspólnego – 62. miejsce,
- Colin Davidson, Chris Koberstein, Todd McNutt, Yvan Waddell – kolarstwo szosowe – jazda drużynowa na czas na 100 km – 13. miejsce,
- Curt Harnett – kolarstwo torowe – sprint – 3. miejsce,
- Kurt Innes – kolarstwo torowe – wyścig na 1 km ze startu zatrzymanego – 23. miejsce,
- Michael Belcourt – kolarstwo torowe – wyścig na 4000 m na dochodzenie indywidualnie – 16. miejsce,
- John Maloi – kolarstwo torowe – wyścig punktowy – odpadł w eliminacjach,

### Lekkoatletyka
Kobiety
- Karen Clarke

bieg na 100 m – odpadła w eliminacjach,
bieg na 100 m – odpadła w ćwierćfinale,,
- Jill Richardson-Briscoe – bieg na 400 m – 5. miejsce,,
- Charmaine Crooks – bieg na 800 m – odpadła w półfinale,
- Angela Chalmers

bieg na 1500 m – odpadła w półfinale,
bieg na 3000 m – 3. miejsce,
- Paula Schnurr – bieg na 1500 m – odpadła w półfinale,
- Debbie Scott-Bowker – bieg na 1500 m – odpadła w półfinale,
- Robyn Meagher – bieg na 3000 m – odpadła w eliminacjach,
- Leah Pells – bieg na 3000 m – odpadła w eliminacjach,
- Carole Rouillard – bieg na 10 000 m – odpadła w eliminacjach,
- Lisa Harvey – bieg na 10 000 m – odpadła w eliminacjach,
- Odette Lapierre – maraton – 19. miejsce,
- Lizanne Bussières – maraton – nie ukończyła biegu,
- Katie Anderson – bieg na 100 m przez płotki – odpadła w ćwierćfinale,
- Rosey Edeh – bieg na 400 m przez płotki – odpadła w półfinale,
- Donalda Duprey – bieg na 400 m przez płotki – odpadła w półfinale,
- Rosey Edeh, Charmaine Crooks, Camille Noel, Jill Richardson-Briscoe, Karen Clarke[10] – sztafeta 4 × 400 m – 4. miejsce,
- Tina Poitras – chód na 10 km – 21. miejsce,
- Janice McCaffrey – chód na 10 km – 25. miejsce,
- Pascale Grand – chód na 10 km – 29. miejsce,
- Georgette Reed – pchnięcie kulą – 16. miejsce,
- Catherine Bond-Mills – siedmiobój – 21. miejsce,

Mężczyźni
- Bruny Surin – bieg na 100 m – 4. miejsce,
- Ben Johnson – bieg na 100 m – odpadł w półfinale,
- Atlee Mahorn

bieg na 100 m – odpadł w ćwierćfinale,
bieg na 200 m – odpadł w ćwierćfinale,
- Peter Ogilvie – bieg na 200 m – odpadł w ćwierćfinale,
- Anthony Wilson – bieg na 200 m – odpadł w ćwierćfinale,
- Michael McLean – bieg na 400 m – odpadł w eliminacjach,
- Freddy Williams – bieg na 800 m – odpadł w eliminacjach,
- Graham Hood – bieg na 1500 m – 9. miejsce,
- Brendan Matthias – bieg na 5000 m – odpadł w eliminacjach,
- Paul Williams – bieg na 10 000 m – odpadł w eliminacjach,
- Peter Maher – maraton – nie ukończył biegu,
- Mark McKoy – bieg na 110 m przez płotki – 1. miejsce
- Mark Jackson – bieg na 400 m przez płotki – odpadł w eliminacjach,
- Graeme Fell – bieg na 3000 m z przeszkodami – odpadł w eliminacjach,
- Ben Johnson, Glenroy Gilbert, Atlee Mahorn, Bruny Surin, Peter Ogilvie[9] – sztafeta 4 × 100 m – odpadli w półfinale (nie ukończyli biegu)
- Mark Jackson, Anthony Wilson, Mark Graham, Freddy Williams – sztafeta 4 × 400 m – odpadli w eliminacjach,
- Guillaume Leblanc

chód na 20 km – 2. miejsce,
chód na 50 km – nie ukończył konkurencji,
- Tim Berrett

chód na 20 km – 14. miejsce,
chód na 50 km – nie ukończył konkurencji,
- Alex Zaliauskas – skok wzwyż – 31. miejsce,
- Doug Wood – skok o tyczce – 24. miejsce,
- Ian James – skok w dal – 20. miejsce,
- Edrick Floréal – skok w dal – 28. miejsce,
- Oral Ogilvie – trójskok – nie sklasyfikowany (nie zaliczył żadnej udanej próby),
- Peter Dajia – pchnięcie kulą – 25. miejsce,
- Ray Lazdins – rzut dyskiem – 21. miejsce,
- Steve Feraday – rzut oszczepem – 29. miejsce,
- Mike Smith – dziesięciobój – nie ukończył konkurencji,

### Łucznictwo
Mężczyźni
- Claude Rousseau – indywidualnie – 14. miejsce,
- Sylvain Cadieux – indywidualnie – 60. miejsce,
- Jeannot Robitaille – indywidualnie – 70. miejsce,
- Claude Rousseau, Jeannot Robitaille, Sylvain Cadieux – drużynowo – 19. miejsce,

### Pięciobój nowoczesny
Mężczyźni
- Ian Soellner – indywidualnie – 43. miejsce,
- Laurie Shong – indywidualnie – 59. miejsce,

### Pływanie
Kobiety
- Kristin Topham

50 m stylem dowolnym – 10. miejsce,
100 m stylem motylkowym – 14. miejsce,
- Andrea Nugent

50 m stylem dowolnym – 11. miejsce,
100 m stylem dowolnym – 16. miejsce,
- Allison Higson

100 m stylem dowolnym – 25. miejsce,
200 m stylem dowolnym – 22. miejsce,
- Nikki Dryden

200 m stylem dowolnym – 19. miejsce,
100 m stylem grzbietowym – 14. miejsce,
200 m stylem grzbietowym – 23. miejsce,
- Marianne Limpert, Nikki Dryden, Andrea Nugent, Allison Higson – sztafeta 4 × 100 m stylem dowolnym – 8. miejsce,
- Julie Howard – 100 m stylem grzbietowym – 28. miejsce,
- Beth Hazel – 200 m stylem grzbietowym – 25. miejsce,
- Guylaine Cloutier

100 m stylem klasycznym – 4. miejsce,
200 m stylem klasycznym – 5. miejsce,
- Lisa Flood – 100 m stylem klasycznym – 14. miejsce,
- Nathalie Giguère – 200 m stylem klasycznym – 6. miejsce,
- Julie Howard – 100 m stylem motylkowym – 27. miejsce,
- Jacinthe Pineau – 200 m stylem motylkowym – 23. miejsce,
- Marianne Limpert – 200 m stylem zmiennym – 6. miejsce,
- Nancy Sweetnam

200 m stylem zmiennym – 7. miejsce,
400 m stylem zmiennym – 13. miejsce,
- Joanne Malar – 400 m stylem zmiennym – 11. miejsce,
- Nikki Dryden, Guylaine Cloutier, Kristin Topham, Andrea Nugent – sztafeta 4 × 100 m stylem zmiennym – 6. miejsce,

Mężczyźni
- Stephen Clarke

50 m stylem dowolnym – 40. miejsce,
100 m stylem dowolnym – 18. miejsce,
- Darren Ward

100 m stylem dowolnym – 41. miejsce,
200 m stylem dowolnym – 23. miejsce,
200 m stylem zmiennym – 14. miejsce,
- Turlough O’Hare

200 m stylem dowolnym – 15. miejsce,
400 m stylem dowolnym – 21. miejsce,
- Eddie Parenti

400 m stylem dowolnym – 27. miejsce,
200 m stylem motylkowym – 26. miejsce,
- Christopher Bowie – 1500 m stylem dowolnym – 15. miejsce,
- David McLellan – 1500 m stylem dowolnym – 23. miejsce,
- Eddie Parenti, Darren Ward, Christopher Bowie, Turlough O’Hare – sztafeta 4 × 200 m stylem dowolnym – 9, miejsce,
- Mark Tewksbury – 100 m stylem grzbietowym – 1. miejsce,
- Raymond Brown

100 m stylem grzbietowym – 18. miejsce,
200 m stylem grzbietowym – 15. miejsce,
- Kevin Draxinger – 200 m stylem grzbietowym – 12. miejsce,
- Jon Cleveland

100 m stylem klasycznym – 13. miejsce,
200 m stylem klasycznym – 14. miejsce,
- Curtis Myden

100 m stylem klasycznym – 25. miejsce,
400 m stylem zmiennym – 10. miejsce,
- Michael Mason – 200 m stylem klasycznym – 23. miejsce,
- Marcel Gery – 100 m stylem motylkowym – 6. miejsce,
- Tom Ponting

100 m stylem motylkowym – 16. miejsce,
200 m stylem motylkowym – 13. miejsce,
- Gary Anderson – 200 m stylem zmiennym – 8. miejsce,
- Robert Baird – 400 m stylem zmiennym – 16. miejsce,
- Mark Tewksbury, Jon Cleveland, Marcel Gery, Stephen Clarke, Tom Ponting[9] – sztafeta 4 × 100 m stylem zmiennym – 3. miejsce,

### Pływanie synchroniczne
Kobiety
- Sylvie Fréchette – solistki – 2. miejsce,
- Penny Vilagos – solistki – odpadła w eliminacjach,
- Vicky Vilagos – solistki – odpadła w eliminacjach,
- Penny Vilagos, Vicky Vilagos – duety – 2. miejsce,

### Podnoszenie ciężarów
Mężczyźni
- Ivan Darsigny waga do 90 kg – 14. miejsce,
- Denis Garon waga do 100 kg – 11. miejsce,

### Siatkówka
Mężczyźni
- Allan Coulter, Bradley Willock, Christopher Frehlick, Gino Brousseau, Gregory Williscroft, Joseph Albert, Kent Greves, Kevin Boyles, Randal Gingera, Russell Paddock, Terry Gagnon, William Knight – 10. miejsce,

### Skoki do wody
Kobiety
- Mary DePiero – trampolina 3 m – 8. miejsce,
- Evelyne Boisvert – trampolina 3 m – 21. miejsce,
- Paige Gordon – wieża 10 m – 16. miejsce,
- Anne Montminy – wieża 10 m – 17. miejsce,

Mężczyźni
- Mark Rourke – trampolina 3 m – 11. miejsce,
- David Bédard – trampolina 3 m – 13. miejsce,
- Bruno Fournier – wieża 10 m – 14. miejsce,
- William Hayes – wieża 10 m – 21. miejsce,

### Strzelectwo
Kobiety
- Sharon Cozzarin – pistolet pneumatyczny 10 m – 31. miejsce,
- Sharon Bowes

karabin pneumatyczny 10 m – 26. miejsce,
karabin małokalibrowy, trzy pozycje 50 m – 7. miejsce,
- Christina Schulze-Ashcroft

karabin pneumatyczny 10 m – 31. miejsce,
karabin małokalibrowy, trzy pozycje 50 m – 14. miejsce,
Mężczyźni
- Rodney Colwell

pistolet pneumatyczny 10 m – 14. miejsce,
pistolet dowolny 50 m – 37. miejsce,
- Guy Lorion – karabin pneumatyczny 10 m – 35. miejsce,
- Jean-François Sénécal – karabin pneumatyczny 10 m – 38. miejsce,
- Wayne Sorensen – karabin małokalibrowy, trzy pozycje, 50 m – 26. miejsce,
- Michel Dion

karabin małokalibrowy, trzy pozycje, 50 m – 33. miejsce,
karabin małokalibrowy, leżąc, 50 m – 24. miejsce,
- Michael Ashcroft – karabin małokalibrowy, leżąc, 50 m – 15. miejsce,

Open
- George Leary – trap – 16. miejsce,
- Sue Nattrass – trap – 21. miejsce,
- John Primrose – trap – 33. miejsce,

### Szermierka
Kobiety
- Thalie Tremblay – floret indywidualnie – 14. miejsce,
- Renée Aubin – floret indywidualnie – 32. miejsce,
- Thalie Tremblay, Renée Aubin, Hélène Bourdages, Shelley Steiner-Wetterberg, Marie-Françoise Hervieu – floret drużynowo – 12. miejsce,

Mężczyźni
- Benoît Giasson – floret indywidualnie – 43. miejsce,
- Laurie Shong – szpada indywidualnie – 14. miejsce,
- Danek Nowosielski – szpada indywidualnie – 18. miejsce,
- Jean-Marc Chouinard – szpada indywidualnie – 22. miejsce,
- Jean-Marc Chouinard, Alain Côté, Allan Francis, Danek Nowosielski, Laurie Shong – szpada drużynowo – 7. miejsce,
- Jean-Paul Banos – szabla indywidualnie – 23. miejsce,
- Jean-Marie Banos – szabla indywidualnie – 28. miejsce,
- Tony Plourde – szabla indywidualnie – 35. miejsce,
- Jean-Paul Banos, Jean-Marie Banos, Tony Plourde, Evens Gravel, Leszek Nowosielski – szabla drużynowo – 10. miejsce,

### Tenis stołowy
Kobiety
- Barbara Chiu – gra pojedyncza – 33. miejsce,

Mężczyźni
- Gideon Ng – gra pojedyncza – 49. miejsce,

### Tenis ziemny
Kobiety
- Patricia Hy-Boulais – gra pojedyncza – 17. miejsce,
- René Simpson-Alter – gra pojedyncza – 33. miejsce,
- Patricia Hy-Boulais, René Simpson-Alter – gra podwójna – 9. miejsce,

Mężczyźni
- Andrew Sznajder – gra pojedyncza – 17. miejsce,
- Brian Gyetko, Sébastien Leblanc – gra podwójna – 9. miejsce,

### Wioślarstwo
Kobiety
- Silken Laumann – jedynki – 3. miejsce,
- Marnie McBean, Kathleen Heddle – dwójka bez sternika – 1. miejsce,
- Kirsten Barnes, Brenda Taylor, Jessica Monroe, Kay Worthington – czwórka bez sternika – 1. miejsce,
- Kirsten Barnes, Brenda Taylor, Megan Delehanty, Shannon Crawford, Marnie McBean, Kay Worthington, Jessica Monroe, Kathleen Heddle, Lesley Thompson – ósemka – 1. miejsce,

Mężczyźni
- Donald Dickison, Todd Hallett – dwójka podwójna – 7. miejsce,
- Henry Hering, Harold Backer – dwójka bez sternika – 9. miejsce,
- Donald Telfer, Brian Saunderson, Cedric Burgers, Gregory Stevenson – czwórka bez sternika – 11. miejsce,
- John Wallace, Bruce Robertson, Michael Forgeron, Darren Barber, Robert Marland, Michael Rascher, Andy Crosby, Derek Porter-Nesbitt, Terry Paul – ósemka – 1. miejsce,

### Zapasy
Mężczyźni
- Doug Yeats – styl klasyczny waga do 68 kg – 8. miejsce,
- Karlo Kasap – styl klasyczny waga do 74 kg – 8. miejsce,
- Andy Borodow – styl klasyczny waga do 130 kg – 5. miejsce,
- Tom Petryshen – styl wolny waga do 48 kg – 9. miejsce,
- Christopher Woodcroft – styl wolny waga do 52 kg – 8. miejsce,
- Robert Dawson – styl wolny waga do 57 kg – 8. miejsce,
- Marty Calder – styl wolny waga do 62 kg – odpadł w eliminacjach,
- Chris Wilson – styl wolny waga do 68 kg – 8. miejsce,
- Gary Holmes – styl wolny waga do 74 kg – 6. miejsce,
- David Hohl – styl wolny waga do 82 kg – 9. miejsce,
- Gregory Edgelow – styl wolny waga do 90 kg – odpadł w eliminacjach,
- Gavin Carrow – styl wolny waga do 100 kg – odpadł w eliminacjach,
- Jeff Thue – styl wolny waga do 130 kg – 2. miejsce,

### Żeglarstwo
- Caroll-Ann Alie – windsurfing kobiet – 14. miejsce,
- Shona Moss – klasa Europa – 15. miejsce,
- Penny Stamper-Davis, Sarah McLean – klasa 470 kobiet – 11. miejsce,
- Hank Lammens – klasa Finn – 13. miejsce,
- Jeff Eckard, Nigel Cochrane – klasa 470 mężczyzn – 14. miejsce,
- Eric Jespersen, Ross MacDonald – klasa Star – 3. miejsce,
- Dave Sweeney, Kevin Smith – klasa Tornado – 5. miejsce,
- Paul Thomson, Philip Gow, Stuart Flinn – klasa Soling – 7. miejsce,
- Frank McLaughlin, John Millen – klasa Latający Holender – 9. miejsce,